# 2112 (álbum)
2112 es el título del cuarto álbum grabado en estudio por la banda canadiense de rock Rush, lanzado el 1 de abril de 1976. El álbum comienza con la suite de veinte minutos 2112, pero no es un álbum conceptual; las letras de las demás canciones no tienen relación con la historia del tema titular. Rush utilizó este formato nuevamente en su álbum "Hemispheres".
En la cubierta interior del vinilo original aparece una nota junto a la suite titular reconociendo los paralelos entre su historia y la novela “Anthem” de Ayn Rand (traducida al castellano con el título ¡Vivir!). Su letra, como casi todas las letras Rush a partir de su incorporación a la banda, fue escrita por el baterista Neil Peart.
La banda, aún bajo la presión de la compañía discográfica (Mercury Records) de no realizar otro álbum conceptual (tras el fracaso comercial de su último larga duración, "Caress of Steel", que contenía dos temas así), prosiguió con su idea original y compuso la que es considerada su primera obra maestra. El álbum fue el primero de Rush en figurar en los "Top Pop Albums" en Estados Unidos y alcanzar ventas de disco de oro el 16 de noviembre de 1977 (durante la promoción su siguiente álbum, "A Farewell to Kings"). El disco alcanzó ventas de platino el 25 de febrero de 1981, poco después del lanzamiento de su clásico "Moving Pictures".

## Canciones restantes
El resto de las canciones en el disco no guardan relación con el tema titular, aunque cuentan con letras de Neil Peart asimismo. Alex Lifeson y Geddy Lee escribieron las letras de dos temas, Lessons y Tears, respectivamente. Esta última canción es el primer tema de Rush donde toca un músico ajeno a la banda: Hugh Syme, quien contribuyó con una parte en melotrón y tocaría teclados en varias canciones de Rush en el futuro (como por ejemplo Different Strings en "Permanent Waves" y Witch Hunt en "Moving Pictures").

## Lista de canciones
Lado A
- "2112" (20:34)
  - I: Overture (4:32)
  - II: The Temples Of Syrinx (2:13)
  - III: Discovery (3:29)
  - IV: Presentation (3:42)
  - V: Oracle: The Dream (2:00)
  - VI: Soliloquy (2:21)
  - VII: Grand Finale (2:14)

Lado B
- "A Passage to Bangkok" (3:34)
- "The Twilight Zone" (3:17)
- "Lessons" (3:51)
- "Tears" (3:31)
- "Something for Nothing" (3:59)

## Músicos
- Geddy Lee: Bajo y voz
- Alex Lifeson: Guitarra eléctrica y acústica
- Neil Peart: Batería y percusión

Adicional:
- Hugh Syme: Melotrón en "Tears"

- Datos: Q204404